# Ê
Der Buchstabe Ê (kleingeschrieben ê) ist ein Buchstabe des lateinischen Schriftsystems, bestehend aus einem E mit Zirkumflex. Im Kurmandschi-Alphabet, das für die kurdische Sprache verwendet wird, steht der Buchstabe für den Laut ɛ. In der vietnamesischen Sprache ist das Ê der neunte Buchstabe im Alphabet und steht für den Laut e. In der portugiesischen Sprache ist das Ê kein eigener Buchstabe, wird aber immer als e ausgesprochen. In der französischen und der wallonischen Sprache ist die Aussprache des Buchstaben identisch mit der des È, dementsprechend ein ɛ. Ferner wird der Buchstabe nach ISO 9 zur Transliteration des ukrainischen Buchstaben Є verwendet.

## Darstellung auf dem Computer
Unicode enthält das E mit Zirkumflex an den Codepunkten U+00CA (Großbuchstabe) und U+00EA (Kleinbuchstabe). Dieselben Stellen belegt der Buchstabe in ISO 8859-1.
In HTML sind die benannten Zeichen &Ecirc; für das große Ê und &ecirc; für das kleine ê verfügbar.
In TeX kann man das Ê mit den Befehlen \^E bzw. \^e bilden.
Unter Unixähnlichen Betriebssystemen wird es mittels Compose-Taste gefolgt von E (bzw. e), gefolgt von ^ (Zirkumflex) erzeugt. 